# Thomas Maale
Thomas Ørdal Maale (født 22. oktober 1974 i Gentofte) er en tidligere professionel dansk fodboldspiller, hvis primære position på banen var i angrebet og sekundært på den offensive midtbane. Thomas fungerer som fysisk træner for Ballerup-Skovlunde Fodbold.

## Spillerkarriere

### Klubkarriere
Thomas Maale startede oprindeligt med at spille i den sjællandske fodboldklub Skovlunde IF som femårig, hvor han fik hovedparten af sin fodboldopdragelse (5-14 år). Den offensive spiller skiftede som 14-årig til Gladsaxe-klubben Akademisk Boldklub, hvor Maale spillede et års tid, hvorefter han som 15-årig skiftede til den daværende serieklub Værløse Boldklub. Som 16-årig fortsatte Maale som ynglingespiller i ungdomsafdelingen hos naboerne Lyngby Boldklub, hvor han blev rykket op i seniortruppen omkring et halvt år før tiden, men fortsatte dog med at blive udtaget til kampe i ungdomsrækkerne indtil sin 18 års fødselsdag.
Godt otte måneder efter skiftet fra Værløse Boldklub til Lyngby Boldklub blev offensivspilleren hentet op til klubbens 1. seniortrup af den daværende cheftræner Michael Schäfer, hvilket var sæsonen efter Lyngby Boldklub havde hentet sit andet Danmarksmesterskab i fodbold. Maale, der på dette tidspunkt stadig var ynglingespiller, debuterede som 17-årig på klubbens bedste mandskab i forbindelse med en Toto Cup-gruppekamp i sommerperioden 1992. I løbet af sommerturneringen fik Maale blandt andet lagt op til et mål i forbindelse med en udebanekamp mod tyske FC Schalke 04 med Bent Christensen i spillertruppen. Lyngby Boldklub endte efterfølgende med at vinde sin gruppe under den tidligere turneringsform. Thomas Maale fortsatte med at spille på klubbens ungdomshold i Ynglinge DM-rækken øst, hvor han gjorde sig bemærket med sine 21 mål efter 17 kampe, indtil sin 18 års fødselsdag i 1993. Sideløbende med sine studier i en Team Danmark-klasse på Rødovre Gymnasium (4 årigt gymnasieforløb med plads til fodbold på topplan) trænede Maale i denne periode tre gange ugeligt med klubbens bedste mandskab og to gange ugeligt med ynglingetruppen. Maale gav tidligt udtryk for hans ambitioner om at gøre sporten til sin levevej, hvilket en status som kontraktspiller i Lyngby Boldklub blev første skridt hen imod. Sidenhen blev det til spilletid i henholdsvis Europa Cuppen for mesterhold og den nyetablerede bedste danske fodboldrække, Superligaen, hvor han fik sin seniordebut i forbindelse med en hjemmebanekamp den 20. september 1992 mod Brøndby IF, der endte med et 0-2 nederlag. Til trods for en god start på seniorkarrieren, hvor Maale blev betragtet som en del af bruttotruppen, opnåede angriberen med tiden ikke at blive fast mand på Superligaholdet, bl.a. grundet en langtidsskade og præsterede endvidere ikke at lave nogen scoringer i sine i alt 19 optrædener fordelt over tre sæsoner med Lyngby Boldklub.
I sommerpausen 1994 tog Maale konsekvensen af den manglende spilletid og foretog et klubskifte til 1. divisionsklubben Ølstykke FC, da klubbens daværende cheftræner Jørgen Hvidemose henvendte sig. Efter en periode uden en fast plads i startopstillingen, formåede 22-årige Maale med sine mange scoringer at tilspille sig en stamplads på Ølstykke FC's bedste mandskab i henholdsvis 1. division og Kvalifikationsligaen under den tidligere divisionsstruktur for Danmarksturneringen. Angriberen fik efterhånden en større hovedrolle på Ølstykke FC's førsteholdsmandskab, der bød på et gensyn med Michael Schäfer som cheftræner i perioden 1996-1998. I 1996/97-sæsonen nåede Maale op på en samlet andenplads på topscorerlisten i 1. division med sine 24 scoringer (et enkelt mål fra topscorertitlen), hvoraf mange af målene blev scoret på straffespark, mens angriberen i 1997/98-sæsonen endte på en samlet tredjeplads på topscorerlisten i den næstbedste række med 15 mål, to mål fra førstepladsen. Med afslutningen på 1997/98-sæsonen, hvor holdet endte på sidstepladsen i den næstbedste fodboldrække med nedrykning til den tredjebedste række til følge, besluttede angriberen sig for at forlade det nordsjællandske 1. divisionshold.
Efter nedrykningen til 2. division var blevet en kendsgerning for Ølstykke FC, havde Maale i første omgang forhandlet med 1. divisionsklubben Køge Boldklub om et klubskifte, men der blev imidlertid ikke skrevet under på en kontrakt. I stedet henvendte den nyoprykkede Superliga-klub B.93 sig med et tilbud til Maale, som i sommeren 1998 valgte at underskrive en et-årig kontrakt med Østerbro-klubben grundet sine ambitioner om på ny at kunne spille i Superligaen. Angriberen kunne, efter fire år i den næstbedste fodboldrække, debutere i B.93's hvide spillertrøje og fik på samme tid sit comeback i den bedste danske fodboldrække i efterårssæsonen 1998, hvor Maale lavede sit debutmål i forbindelse med en udebanekamp mod Lyngby Boldklub den 29. september 1998. Efter afslutningen på 1998/99-sæsonen i Superligaen, hvor Maale blot fik scoret fire (af holdets i alt 22 ligamål) i 32 optrædener, rykkede B.93 ned i 1. division igen, da klubben endte på sidstepladsen, hele 31 point fra forbliven i rækken. Maale forblev yderligere en halv sæson med årstalsklubben, før han fik sin aftale ophævet i vinterpausen 1999/2000. På halvandet år blev Maale noteret for 37 optrædener og 6 scoringer for københavnerne.
I januar 2000 vendte Maale tilbage og underskrev en kontrakt med Ølstykke FC i den næstbedste fodboldrække, hvor angriberen spillede i hele forårssæsonen 2000. Comeback-kampen fandt sted den 19. marts 2000 i forbindelse med forårspremieren i 1. division på Ølstykke Stadion mod Boldklubben Frem og endte uafgjort med cifrene 1-1. Det blev samlet til omkring 10 optrædener i den blå-gule spillertrøje samtidig med at Maale blev noteret for en række officielle scoringer, herunder hans comebackmål i 5-0 sejren på hjemmebane over Farum Boldklub den 30. april 2000. I begyndelsen af juni 2000 blev Thomas Maale sammen med angrebskollegaen David Poulsen degraderet fra førsteholdet ned til den nordsjællandske klubs reservemandskab i serie 2, officielt ifølge Ølstykke FCs daværende manager og direktør Kai Svendsen (ansat fra 15. april 2000 til 1. august 2000) grundet disciplinære problemer og fordi spillerne ikke koncentrerede sig nok om fodbold. Nogle dage senere gik spillerne til pressen for at få renset deres navne efter utilfredshed med klubbens ledelse. Maale valgte at forlade klubben kort tid efter. I sine godt fem sæsoner med Ølstykke FC blev Maale noteret for 58 mål i 120 kampe i den næstbedste danske fodboldrække – samlet set godt 72 mål i omkring 132 officielle kampe.
Under Maales første tid med Ølstykke FC viste sig senere at have været problematisk som følge af en skattesag. I november-december 1999 blev Maale sammen med seks andre Ølstykke FC-spillere taget af skattevæsenet, som led i en landsdækkende kontrolaktion overfor 65 hel- og halv-professionelle klubber (juli 1998 til juli 1999), efter den statslige myndighed blev gjort opmærksom på at spillerne aflønnedes med penge under bordet af fodboldklubben. Aflønningen var kommet i form af uretmæssige skattefri godtgørelser i form af kørepenge til og fra træning samt kampe som del af en netto-spillerløn, hvilket betød en ekstra indtægt for spillerne og betydeligt lavere lønudgifter for klubben. Dette skete udenom de skattemyndighedernes viden (Told & Skat), der betragtede pengene som skattepligtig A-indkomst og samlet ønskede en tilbagebetaling på godt 250.000 kroner fra spillerne uden at klubben blev holdt økonomisk ansvarlige andet end at få en påtale. Skattevæsenets afgjorde i sommeren 2000, at spillerne havde modtaget ulovlig betaling gennem Ølstykke FC's ordning, som de nu skulle betale skat af. Thomas Maale blev ved denne lejlighed afkrævet den største regning på 80.000 kroner, der skulle dække beskatningen af hans kørselsgodtgørelse fra lønaftalen over en tre-årig periode fra 1996-1998. Thomas Maale og angrebskollegaen David Poulsen forsøgte først at forhandle med klubben om en deling af tilbagebetalingen. Da det ikke lykkedes søgte Maale sammen med ni tidligere Ølstykke FC spillere og med opbakning fra Spillerforeningens direktør og advokat efterfølgende at lægge sag an mod 1. divisionsklubben (Ølstykke Fodbold A/S) for at få afklaret rimeligheden i at betale hele regningen for skattesnyd selv, da det i sin tid havde været klubbens erhvervsledere, der havde vejledt spillerne og godkendt ordningen med kørselsopgørelserne.
Skiftet til 1. divisionsklubben Fremad Amager på en etårig spillerkontrakt forud for 2000/01-sæsonen skete efter en henvendelse, et par dage efter Ølstykke FC havde offentliggjort Maales degradering til andetholdet, fra hans tidligere træner og daværende cheftræner for Fremad Amager, Michael Schäfer. Schäfer hentede hen over sommerpausen 2000 yderligere 11 nye spillere til førsteholdstruppen, mens man lod otte spillere gå. Angriberen fik kun lavet tre scoringer i efteråret 2000, modsat angrebskollegaen Mads Junker med syv mål, men blev på trods af dette kåret til efterårssæsonens spiller i Fremad Amager grundet sin øvrige indsats i kampene. Michael Schäfer trænede Maale i en enkelt sæson før divisionsholdets nedrykning til 2. division efter 2000/01-sæsonen kostede Schäfer cheftrænerposten. I forårssæsonen 2001 røg amagerkanerne under nedrykningsstregen efter en længere periode uden sejr i ni kampe. På trods af nedrykningen til 2. division valgte offensivspilleren at forblive hos Sundby-klubben. I den efterfølgende vinterpause havde Maale oprindeligt forhandlet en aftale på plads, der lod ham skifte til 1. divisionsklubben Hvidovre IF i vinterpausen 2001/02, men Fremad Amager ønskede i sidste ende ikke at indvillige i at løse Maale fra sin kontrakt, der udløb i sommeren 2002. Maale forblev på Amager og blev i hele 2001/02-sæsonen Maale noteret for 18 divisionsmål, hvilket endte med at placere ham på en samlet andenplads på topscorerlisten i 2. division, tre mål efter Anders Jochumsen fra Boldklubben Skjold på førstepladsen.
I sommerpausen 2002 forlængede offensivspilleren kontrakten med Boldklubben Fremad Amagers professionelle afdeling frem til den 30. juni 2004.
 Mange af målene blev lagt op til Maale af angrebskollegaen Christian Nørkjær, der kom til klubben kort tid inden sæsonstarten. I sin tredje sæson havde Maale en succesrig efterårssæson med 17 scoringer i 11 kampe, der blev en medvirkende faktor til at sikre amagerkanerne, under ledelse af den nytiltrådte cheftræner Michele Guarini, en topplacering samt oprykning til 1. division. I samme sæson fik den offensive spiller endvidere rundet sin scoring nummer 100 i en officiel divisionskamp (Superligaen, 1. division / Kvalifikationsligaen og 2. division) sammen med tre hattrick i efteråret 2002 (fire mål i sæsonpræmieren mod fynske Korup IF, tre mål mod midtjyske Skive IK og alle tre mål i 3-0 sejren over Næstved Boldklub) og et enkelt hattrick i forårssæsonen 2003 (i 4-2 sejren mod Glostrup FK i maj måned). Maale udtalte i oktober 2002, at hans fysiske selvtræning (springtræning og styrketræning) fem gange om ugen ud over den normale spillertræning var blandt hovedårsagerne til hans mange scoringer i starten af efterårssæsonen 2002 og som gjorde at han overvintrede som topscorer i 2. division (deltes med FC Nordjyllands Glenn Gundersen). Maale skrev straks efter nytåret 2002/03 sig selv på Spillerforeningens transferliste eftersom hans kontrakt med 1. divisionsklubben nu var blevet ændret til at udløbe i den 30. juni 2003. Klubbens ledelse ikke ville stå i vejen for angriberens ønske om at prøve kræfter med en ny klub og imødekom derfor spillerens ønske om at få opløst kontrakten allerede fra afslutningen af den igangværende sæson. I forårssæsonen oplevede Maale imidlertid en længere periode uden nogen scoringer, hvilket til sidst førte til en sekundær placering på topscorerlisten i 2. division, tre mål efter Glenn Gundersen på førstepladsen med 26 registrerede fuldtræffere.
Angriberens fortsatte ambitioner om et højere niveau både sportsligt og økonomisk samt ønsket om en professionel karriere i en mindre udenlandsk klub (de stadionmæssige rammer havde sekundær betydning) udmøntede sig i sommeren 2003 i en række forhandlinger med nogle danske (bl.a. prøvetræning i B.93) og udenlandske klubber gennem hans spilleragent, Sonny Kovacs. Søgningen efter nye udfordringer i sin fodboldkarriere bragte den offensive midtbanespiller til islandsk fodbold, hvor han var til prøvetræning med hovedstadsklubben Knattspyrnufélagið Valur. Til prøvetræningen overbeviste Maale klubbens ledelse at underskrive en kontrakt med ham, gældende frem til den 1. oktober (den resterende del af 2003-sæsonen). Debuten for Maale, der blev udtaget til startopstillingen, fandt sted den 28. juli 2003 på hjemmebane mod Fimleikafélag Hafnarfjarðar, som vandt med cifrene 3-2. 2½ måned senere var det blevet til otte optrædener (ingen scoringer) for Reykjavik-klubbens bedste mandskab, der sluttede sæsonen på en sidsteplads i ligaen og dermed nedrykning til den næstbedste islandske fodboldrække. Maale var oprindeligt blevet hentet til klubben som angriber, men trænerteamet besluttede at rykke ham længere tilbage på banen og han endte mest med at spille på fløjen grundet holdets succes med at anvende en target-spiller i angrebsspillet.
I vinterpausen 2003/04 vendte Maale tilbage til dansk fodbold, hvor han fortsatte spillerkarrieren hos nedrykkerne fra Hvidovre IF på en etårig kontrakt gældende fra transfervinduets åbning den 1. januar 2004. Københavnerne overvintrede efter første halvdel af 2003/04-sæsonen som næstsidst i 2. division og foretog således en større udskiftning af spillertruppen, hvilket betød afgang for otte spillere og tilgang af 10 nye spillere. Maale, der fik scoret tolv mål i otte træningskampe, fik sin officielle debut i den rød/blå/hvide spillerdragt den 21. marts 2004 i forbindelse med en hjemmebanekamp på Hvidovre Stadion mod Brabrand IF, der endte uafgjort. Offensivspilleren fik samlet fjorten officielle optrædener i 2. division med fire scoringer til følge, men kunne ikke forhindre klubbens nedrykning til Danmarksserien efter sæsonens afslutning og angriberen valgte herefter at forlade Hvidovre-klubben.
2. divisionskollegaerne fra Kalundborg GF&BK med den nytiltrådte cheftræner Frank Skytte blev næste stop i Maales seniorkarriere efter sommerperioden 2004. I den netop afsluttede 2003/04-sæson var klubben endt på en 13. plads, tre point over nedrykningspladsen. Debuten for KGB skete i sæsonpremieren i 2. division mod Glostrup F.K. den 1. august 2004 på hjemmebanen Munkesø Stadion, hvor Thomas Maale samtidig fik scoret dit debutmål i form af et reduceringsmål til stillingen 1-1 i det første minut af anden halvleg. I 2004/05-sæsonen nåede Maale op på 17 mål i 2. division, hvilket placerede ham på en samlet fjerdeplads på topscorerlisten, 5 mål efter Morten Nordstrand fra Lyngby Boldklub på førstepladsen. I starten af 2005/06-sæsonen fik Maale slået en flig af sin ene fod og var ude i en række uger, men trods skadesperioden endte angriberen blandt topscorerne i 2. division med sine tolv mål. Offensivspilleren forlod den nordvestsjællandske klub efter sæsonen, da holdet fik den næstsidste placering i 2. division Vest og rykkede ned i den fjerdebedste række, Danmarksserien.
I juni 2006 skiftede 31-årige Maale til den nyligt nedrykkede 2. divisionsklub Brønshøj Boldklub, hvor han i sin første sæson blev fast mand i angrebet og en af førsteholdets bærende kræfter og således opnåede spilletid i 31 optrædener ud af samlet 33 mulige divisions- og pokalkampe. Det blev endvidere til 11 divisionsmål og et enkelt scoring i DBUs Landspokalturnering, hvilket gjorde Maale til førsteholdets topscorer i 2006/07-sæsonen. Debuten for hvepsene fandt sted den 15. august 2006 i forbindelse med en udebanekamp i Ballerup Idrætspark mod nyoprykkede Skovlunde IF (kampen endte uafgjort med cifrene 2-2), mens debutmålet faldt den 19. august 2006 mod Brøndby IF's Superligareserver. I efterårssæsonen 2007 blev Maale fortrinsvist benyttet som udskiftningsspiller og nåede kun at fire optrædener med fuld spilletid med blot to divisionsmål og en enkel pokalscoring til følge. Den offensive fodboldspiller fik efter halvandet år i fælles forståelse med Brønshøj-klubbens ledelse sin kontrakt ophævet med virkning fra og med den 31. december 2007 på trods af at han et halvt år forinden havde skrevet under på en et-årig kontraktforlængelse. Samlet blev Maale noteret for 44 kampe og 15 scoringer for Brønshøj Boldklub. Angriberens sidste optræden i den sort/gule spillertrøje blev 2. divisionskampen i Tingbjerg Idrætspark mod Skovlunde IF, der endte med en 3-2 sejr.
33-årige Maale valgte at forlade Brønshøj Boldklub for i januar 2008 at fortsætte hos de lavererangerende 2. divisionskollegaer fra Glostrup F.K., under ledelse af den nyligt tiltrådte cheftræner Frank Skytte, efter at være blevet tilbudt stillingen som spillende assisterende fodboldtræner. Den københavnske klubs bedste mandskab var på dette tidspunkt placeret på en sidsteplads, under nedrykningsstregen, i 2. division Øst. Angriberen fik sin debut på grønsværen for Glostrup F.K. i forbindelse med en hjemmebanekamp i Glostrup Idrætspark mod Boldklubben Søllerød-Vedbæk den 5. april 2008. Kampen blev vundet af Glostrup F.K., hvor Thomas Maale fik scoret sit debutmål og kampens første mål i det 53. minut efter et oplæg fra Thomas Nistrup og endnu et mål i det 90. minut til stillingen 3-0, der blev kampens slutresultat.

### Landsholdskarriere
Samtidig med Maales debut på Lyngby Boldklubs bedste mandskab, blev offensivspilleren også udtaget til ynglingelandsholdet (U/19) under ledelse af den daværende landsholdtræner for U/19-mandskabet Jan B. Poulsen, hvor han fik sin debut i forbindelse med en EM-kvalifikationskamp for U/19-landshold på hjemmebane i Nykøbing Mors mod Sovjetunionen, der blev vundet af Danmark med cifrene 4-2. Det blev til en plads i startopstillingen, før Maale i løbet af kampen blev skiftet ud med Mads Spur-Mortensen.
Maales blev udtaget til yderligere fire kampe i foråret/sommeren 1993 og nåede således samlet op på fem optrædener og en enkelt scoring på Danmarks U/19-fodboldlandshold, alle som repræsentant for Lyngby Boldklub i perioden 1992-1993. Den ene scoring skete i Maales anden landskampudtagelse den 26. januar 1993 i forbindelse med en kamp i en international turnering for ynglingelandshold på Las Palmas de Gran Canaria, Spanien mod Holland, som blev tabt med cifrene 2-3 (2-2 efter pausen). Den sidste kamp på landsholdet blev spillet den 7. juli 1993 i forbindelse med en hjemmebanekamp i Nykøbing Sjælland mod England, som vandt med cifrene 5-0.

## Trænerkarriere
I vinterpausen 2007/2008 kontaktede 2. divisionsklubben Glostrup F.K. Thomas Maale vedrørende et klubskifte, hvilket Maale efterfølgende accepterede og derfor fik sin kontrakt med Brønshøj Boldklub ophævet. Den nye indgåede aftale betød, at Maale fortsat skulle varetage sin aktive spillerkarriere på klubbens divisionshold, men samtidig antage en ny stilling som hjælpetræner med fokus på den fysiske træning af førsteholdets spillere. Første prioritet bliver således på at varetage trænerrollen, mens den aktive deltagelse som offensiv spiller i officielle turneringskampe bliver sekundær i det omfang, der bliver brug for ham. Maale, som har taget en læreruddannelse, udtalte i denne forbindelse, at den nye trænerrolle var en naturlig konsekvens grundet hans alder og interesser udenfor fodboldbanen. Den nye stilling, som han tiltrådte i januar 2008, skulle benyttes som en overgang til et senere cheftrænerjob, hvor Maale håbede på at fortsætte sin karriere indenfor sporten.
Det blev allerede aktuelt nogle måneder senere, da Thomas Maale blev ansat som cheftræner for Glostrup F.K. pr. 1. juli 2008. Da Glostrup i 2009 fusionerede med Albertslund IF og dannede BGA fortsatte Maale som cheftræner for den nye klub. Han blev afskediget 6. juni 2011.
Den 9. juli 2011 blev han annonceret som ny cheftræner for Holbæk-klubben Nordvest FC.
Maale blev i 2013 ansat som fysisk træner for HB Køge.
Efterfølgende blev han fysisk træner for Ballerup-Skovlunde Fodbolds dameafdeling. Han blev i april 2015 ansat som midlertidig træner, da cheftræner Jesper Stougaard valgte at forlade posten efter uenigheder om den fremtidige struktur i afdelingen. Han var på posten frem til den 2. juli, hvor det blev offentliggjort, at John Froman var ny 3F-træner.